# Polán (kommunhuvudort)
Polán är en kommunhuvudort i Spanien. Den ligger i provinsen Toledo och regionen Kastilien-La Mancha, i den centrala delen av landet, 80 km sydväst om huvudstaden Madrid. Polán ligger 650 meter över havet och antalet invånare är 3 527.
Terrängen runt Polán är platt österut, men västerut är den kuperad. Terrängen runt Polán sluttar norrut.Runt Polán är det ganska glesbefolkat, med 22 invånare per kvadratkilometer. Närmaste större samhälle är Toledo, 14,7 km nordost om Polán. Trakten runt Polán består till största delen av jordbruksmark.